# Ready 2 Go
«Ready 2 Go» es una canción de Electrónica y Electropop interpretada por el disc jockey y productor discográfico francés Martin Solveig, tomada de su quinto álbum de estudio Smash. Cuenta con la voz del cantante de la banda británica Bloc Party, Kele Okereke. La canción fue lanzada como el tercer sencillo del álbum el 28 de marzo de 2011. Fue uno de los temas oficiales de la Copa América 2011.

## Video musical
El video musical de la canción fue subido a YouTube el 4 de mayo de 2011. El video dura 11 minutos, fue rodado en el Estadio de Francia, durante el medio tiempo del partido de Futbol entre el Francia y Croacia. A este partido acudieron 80.000 aficionados. En el video, Solveig llega al estadio y canta Ready 2 Go, mientras unas Majorettes bailan. Más tarde, corre por todo el estadio y los aficionados en las gradas levantan papeles cuadrados de diferentes colores para formar las palabras Ready 2 Go.

## Formatos y remixes
- Descarga digital

1. "Ready 2 Go" (Single Edit) – 4:25

- Sencillo en CD - Alemania

1. "Ready 2 Go" (Radio Edit) – 3:05
2. "Ready 2 Go" (Single Edit) – 4:25

- Sencillo en CD (digital) - Reino Unido

1. Ready 2 Go (Edición de Radio UK) – 2:32
2. Ready 2 Go (Edición Simple) – 4:25
3. Ready 2 Go (Club Edit) – 6:27
4. Ready 2 Go (Remix de Arno Cost) – 6:46
5. Ready 2 Go (Remix de Hardwell) – 6:35

## Posicionamiento en listas
| Listas (2011)                               | Máxima posición |
| ------------------------------------------- | --------------- |
| Alemania (Offizielle Deutsche Charts)       | 45              |
| Austria (Ö3 Austria Top 40)                 | 49              |
| Bélgica (Flandes) (Ultratip Bubbling Under) | 15              |
| Bélgica (Valonia) (Ultratop 50)             | 41              |
| Eslovaquia (Rádio Top 100)                  | 49              |
| España (Top 100 Canciones)                  | 48              |
| Estados Unidos (Hot Dance Club Songs)       | 33              |
| Francia (SNEP)                              | 20              |
| Irlanda (IRMA)                              | 38              |
| Países Bajos (Mega Single Top 100)          | 52              |
| Polonia (ZPAV)                              | 4               |
| Polonia (Dance Charts)                      | 38              |
| Reino Unido (UK Dance Chart)                | 13              |
| Reino Unido (UK Singles Chart)              | 48              |
| República Checa (Rádio Top 100)             | 55              |

## Historial de lanzamientos
| País         | Fecha               | Formato                          | Discográfica                 |
| ------------ | ------------------- | -------------------------------- | ---------------------------- |
| Bélgica      | 28 de marzo de 2011 | Descarga digital                 | Mercury Records              |
| Francia      | 28 de marzo de 2011 | Descarga digital                 | Mercury Records              |
| Países Bajos | 11 de abril de 2011 | Descarga digital                 | Mercury Records              |
| Alemania     | 13 de mayo de 2011  | Sencillo de CD, descarga digital | Kontor Records               |
| Reino Unido  | 26 de junio de 2011 | Descarga digital                 | 3 Beat, All Around the World |